# 22278 Protitch
22278 Protitch (1983 RT3) là một tiểu hành tinh vành đai chính được phát hiện ngày 2 tháng 9 năm 1983 bởi H. Debehogne ở Đài thiên văn Nam Âu.
Nó được đặt theo tên Milorad B. Protić, một nhà thiên văn học Serbi.